# Chimère de Haeckel
Harriotta haeckeli
Pour les articles homonymes, voir Chimère et Haeckel.
Espèce
Statut de conservation UICN

 LC  : Préoccupation mineure
La Chimère de Haeckel (Harriotta haeckeli) est une espèce de chimères vivant dans les abysses.

## Répartition
La Chimère de Haeckel se rencontre à une profondeur de 1 400 à 2 600 m aux latitudes comprises entre 30°N et 46°S.

## Description
La Chimère de Haeckel peut mesurer jusqu'à 74 cm pour les mâles. C'est une espèce ovipare.

## Étymologie
Son épithète spécifique, haeckeli, ainsi que son nom vernaculaire, « de Haeckel », lui ont été donnés en l'honneur d’Ernst Haeckel (1834-1919) qui a collecté le spécimen décrit.

## Publication originale
- (de) Christine Karrer, « Die Gattung Harriotta Goode and Bean, 1895 (Chondrichthyes, Chimaeriformes, Rhinochimaeridae). Mit Beschreibung einer neuen Art aus dem Nordatlantik », Mitteilungen aus dem Zoologischen Museum in Berlin, Berlin, Inconnu et Akademie Verlag (d), vol. 48, no 1,‎ 1972, p. 203-221 (ISSN 0373-8493, OCLC 9938158, DOI 10.1002/MMNZ.4830480110).